# Institutul Warburg
Institutul Warburg este un centru de cercetare care face parte din Universitatea din Londra, [School of Advanced Study ]; este specializat în studiul influențelor Antichității clasice în civilizația occidentală.